# Свежо предание
Свежо предание — роман И. Грековой, написанный в 1962 году. Впервые опубликован в 1995 году в США (издательство «Эрмитаж»), так как тема произведения — антисемитизм в СССР — была в советское время табуирована. Переиздан в России в 2008 году издательством «Текст» в серии «Проза еврейской жизни».

## Сюжет
Молодые революционеры-подпольщики Вера Бергман и Исаак Левин знакомятся в 1912 году на студенческой вечеринке и вскоре вступают в брак. Во время Февральской революции у Веры рождается сын, которого она называет Константином. Исаак недоволен именем, которое мать выбрала для сына, так как считает, что оно плохо сочетается с отчеством Исаакович. На это Вера отвечает, что революция покончила с делением людей на национальности и, скорее всего, покончит и с отчествами.
Детство Кости проходит в ленинградской коммунальной квартире. Его родители работают, но Костя в их отсутствие не скучает. Рано освоив грамоту, он знакомится с классической литературой. Много времени Костя проводит с соседом по квартире Генрихом Фёдоровичем. Генрих Фёдорович учит Костю немецкому языку и играет на скрипке. У мальчика тёплые, доверительные отношения с мамой. Отца он видит реже (тот часто бывает в командировках), но каждый приезд отца — это праздник.
В начальной школе Косте доводится впервые узнать о своём еврейском происхождении, когда повздоривший с ним одноклассник обзывает его жидом. Вера рассказывает сыну про преследования евреев при царизме и про погромы (про которые она знает не понаслышке — в 1905 году во время погрома погибли её дед и сестра.) Чуть позже дед со стороны отца, врач Рувим Израилевич, рассказывает внуку про дело Бейлиса. И мать, и дед, рассказав мальчику про эти события, пытаются убедить себя, что преследования евреев навсегда остались в прошлом.
Когда Косте исполняется тринадцать лет, Вера, после тяжёлой беременности и преждевременных родов, умирает. Перед смертью она успевает посмотреть на новорождённую девочку и назвать её Цилей. Вскоре после этого отец Кости Исаак Рувимович объявляет Косте о том, что он собирается жениться на своей сотруднице и что Костя переедет жить к ним, а Цилю возьмёт к себе дедушка. Костя считает такой шаг отца предательством по отношении как к Циле, так и к памяти Веры. Он отказывается не только переезжать к отцу, но и вообще иметь с ним какие-либо отношения, и берётся вырастить девочку сам, с помощью соседки тёти Дуни.
Костя начинает дружить со своим соучеником Юрой Нестеровым и проводит много времени с ним. Вскоре к Косте приходит первая любовь — он влюбляется в свою соученицу Веронику. Однако, Вероника вскоре отказывается с ним встречаться, потому что евреи, по её мнению, «сквалыжные».
Дочь тёти Дуни Шура выходит замуж, её муж Алексей Фёдорович переселяется к ним в квартиру и заводит там свои порядки. Сначала он пишет донос на Генриха Фёдоровича, и того выселяют из Ленинграда за немецкое происхождение. Молодожёны переселяются в комнату Генриха Фёдоровича. Затем Алексей Фёдорович начинает терроризировать тётю Дуню за то, что она опекает еврейских сирот. Косте приходится переселить Цилю к дедушке, а самому жить то в своей квартире, то у дедушки.
Костя и Юра заканчивают школу и оба поступают в Ленинградский политехнический институт. В 1937 году Исаака Рувимовича арестовывают. Вскоре про это узнают в Костином институте и требуют, чтобы Костя официально отрёкся от отца. Костя отказывается, и тогда созывается комсомольское собрание, где требуют, чтобы Костю исключили из комсомола. Неожиданно на собрании выступает Юра. Начав с тех же казённых фраз о необходимости рвать все связи с врагами народа, он вдруг открывает аудитории тот факт, что Костя порвал с отцом за семь лет до того. В результате, Костю не исключают из комсомола, а только объявляют ему выговор. Косте, однако, не нравится речь Юры. Вскоре Исаак Рувимович гибнет в тюрьме.
На последнем курсе института Костя женится на девушке по имени Рора (уменьшительное от Аврора). В середине июня 1941 года Рора и Циля едут к Костиной родственнице на Украину. Через неделю начинается война, Костю и Юру призывают в армию. Вскоре Костя получает тяжёлое ранение (чуть не остаётся без руки) и его комиссовывают. Он оказывается в блокадном Ленинграде и едва остаётся в живых. До него доходит письмо, извещающее Костю о том, что Рора и Циля погибли в оккупированной Житомирской области.
После войны Костя и Юра начинают работать в научно-исследовательском институте. В 1948 году Костя защищает кандидатскую диссертацию. Он приглашает к себе своих коллег и просит стенографистку Надю помочь с подготовкой вечера. Вечер заканчивается поздно, и Надя остаётся у Кости ночевать. Костя влюбляется в Надю и вскоре на ней женится. Через год у них рождается сын, которого в честь Костиного друга называют Юрой.
Вечера после работы Костя и Юра проводят в институте, работая над устройством, способным реагировать на свет и на звук. Иногда к ним присоединяется профессор Николай Прокофьевич Поспелов, из старой петербургской интеллигенции. Николай Прокофьевич даёт Юре и Косте ценные советы, а иной раз просто беседует «за жизнь». Однажды Костя и Юра беседуют о только что начавшейся борьбе с космополитизмом и о её антисемитской направленности. В беседу включается Николай Прокофьевич, который высказывает суждение, что если при царском режиме черта оседлости была обычной кривой, то теперь, во время борьбы с космополитизмом, черта оседлости — это кривая Пеано.
Костю начинает волновать странное поведение Юры, который то чего-то боится, то чего-то недоговаривает, то уходит пораньше и едет непонятно куда. Костя не знает, что Юру то и дело вызывают в
Большой дом, где майор МГБ Авдеенко пытается завербовать Юру в качестве стукача. Авдеенко даёт Юре директиву высказываться как можно более свободно, провоцируя своих сотрудников также высказываться неосторожно. Юра категорически не согласен это делать, но Авдеенко не принимает возражений. Юра не может рассказать всё Косте — во-первых, потому, что дал подписку о неразглашении, во-вторых, потому, что боится увидеть в глазах Кости жалость живого к мёртвому.
Костя и Юра заканчивают свою работу над кибернетическим устройством и пишут статью в научный журнал. Как раз в это время в СССР начинаются гонения на кибернетику. В институте узнают о работе Косте и Юры и публикуют в стенгазете разгромную статью, обвиняющую их в антисоветской деятельности и низкопоклонстве перед Западом. Затем собирается открытое партийное собрание, где заместитель директора института подвергает шельмованию деятельность Кости и Юры. После прений председатель призывает высказаться Юру и Костю. Юра произносит покаянную речь. Костя, по-прежнему ничего не знающий о Юриных терзаниях, вызванными директивами Авдеенко, потрясён, он не может понять, что заставило его друга совершить такое предательство, и не желает больше и слышать о Юре. Сам Костя после этого произносит речь, в которой утверждает, что направление его работы совершенно правильное и что он готов нести за эту работу ответственность, не разделяя её с Юрой.
Юра приходит за помощью к Наде и просит её поговорить с Костей и примирить их; Надя говорит, что пока к Косте лучше по этому вопросу не обращаться, но, может быть, удастся это сделать потом. Юра отвечает: «Потом может быть поздно», но не поясняет Наде, что именно он имеет в виду.
Очень скоро Юру вызывает Авдеенко и распекает за покаянное выступление на собрании — по мнению Авдеенко, Юра, которому было дано указание провоцировать других высказывать свои мысли свободно, в своей речи ни в коем случае не должен был каяться и признавать свои ошибки. Юра объявляет Авдеенко, что он никогда не работал с ним и работать не будет. Ответ Авдеенко: «Трудный вы человек… ваш приятель Левин оказался не таким трудным.» Юра бьёт Авдеенко в лицо. Вечером в Юриной квартире происходит обыск. Костя, узнав об исчезновении Юры, казнит себя, считая себя виновным. О судьбе Юры больше ничего не известно.
Косте, отказавшемуся признать свои ошибки, приходится «по собственному желанию» уйти из института. Он начинает поиск работы, но не может ничего найти — во всех местах, узнав о его еврейском происхождении, ему говорят, что вакансий нет. Кое-где работодателю достаточно узнать Костино отчество Исаакович, чтобы на этом закончить разговор. Так проходит два года.
Однажды Костя, рвущийся теперь уже к любой работе, пусть и не по специальности, пытается устроиться учителем в школу на окраине города. Директором оказывается не кто иной, как Иван Поликарпович, бывший в своё время директором Костиной школы. Хотя Иван Поликарпович узнаёт Костю, он тоже отказывает тому в работе, поясняя это тем, что «в некоторых вопросах приходится верить государству.»
Гибель Юры и неудачный поиск работы приводят Костю к душевной болезни. Осенью 1952 года он оказывается в психиатрической больнице. Его лечит Софья Марковна Лифшиц, знающий и чуткий врач, и через несколько месяцев появляются первые признаки выздоровления.
13 января 1953 года ТАСС объявляет о деле врачей. Костин дедушка, Рувим Израилевич, которому уже 82 года, но который до сих пор работает, вынужден прийти в свою поликлинику на собрание, посвящённое этому делу. После собрания Рувим Израилевич умирает. Софью Марковну увольняют из больницы. Пришедший ей на смену врач «правильного» происхождения невнимателен как к больным, так и к их родственникам. Косте становится хуже, и в конце марта 1953 года он умирает.
Наде звонит директор института, где ранее работал Костя, высказывает соболезнования и предлагает пенсию для оставшегося сиротой сына. Надя ищет необходимые для этого документы и видит записную книжку Кости, где тот написал: «Родина отпихнула меня ногой и сказала: околевай, где знаешь. Но мне негде больше околевать. И, даже околевая, я приползу, чтобы лизать её ноги (один еврей)».

## Темы

### Антисемитизм
В романе показано, как главный герой, Костя Левин, несмотря на то, что революция, казалось бы, должна была покончить с антисемитизмом, то и дело испытывает на себе антисемитизм сначала бытовой, а потом и государственный. Можно даже сказать, что при советской власти антисемитизм стал более изощрённым — как образно высказался Николай Прокофьевич, в советское время черта оседлости превратилась из обычной кривой в кривую Пеано. Костя, будучи евреем по происхождению, растёт в русской культуре и ощущает себя русским, но подвергается дискриминации именно как еврей.

### Дружба и общность судьбы
Два главных героя — два друга Костя и Юра — во многом похожи, но одно из главных их отличий друг от друга кроется в отношении к советской власти. Костя считает, что он получил революцию по наследству, и не возмущается даже тогда, когда происходят очевидно несправедливые вещи (высылка Генриха Фёдоровича, массовые репрессии после убийства Кирова). Юра, наоборот, относится к советской власти критически — на его взгляд, убийство Кирова было провокацией и имело такую же цель, что и поджог Рейхстага. Несмотря на полярно различное отношение к советской власти, эта самая советская власть губит обоих.

## Критика
О подлинности исторического свидетельства Грековой, превышающей подлинность мемуаров, размышляла в послесловии к роману Руфь Зернова:

Художник видит шире, чем мемуарист. И слышит некую, ему только внятную странную музыку времени. Или безобразный шум, который тоже вроде как музыка. И заставит вас тоже его услышать и пережить и эмоционально откликнуться.

От однозначного привязывания книги Грековой к еврейской теме предостерегал в рецензии на первое издание романа Дмитрий Кузьмин:

Предметно-библиографическое описание фиксирует — с культивируемым Библиотекой Конгресса педантизмом: «Евреи Советский Союз Репрессии…» Всё так. Но вернее было бы обозначить главные темы романа как «становление личности» и — незаменимым пушкинским словом «самостоянье». Главный герой грековского «предания» замечателен своей цельностью, исконным внутренним светом, и зовут его недаром — Константин Левин: подобно толстовскому персонажу, он олицетворение России.